# Amt Stollberg (Erzgebirge)
Das Amt Stollberg (ehemals Herrschaft Stollberg oder "Pflege Stollberg") war eine im Erzgebirgischen Kreis gelegene territoriale Verwaltungseinheit des Kurfürstentums Sachsen.
Bis zum Ende der sächsischen Ämterverfassung im Jahr 1856 bildete es den räumlichen Bezugspunkt für die Einforderung landesherrlicher Abgaben und Frondienste, für Polizei, Rechtsprechung und Heeresfolge.

## Geographische Ausdehnung
Das Gebiet des Amt Stollberg bildete den Kern des späteren Landkreises Stollberg. Es lag im unteren Erzgebirge südlich von Chemnitz in den Tälern von Würschnitz und Zwönitz.

## Angrenzende Verwaltungseinheiten
| Amt Schönburg-Lichtenstein | Amt Grünhain (Exklave)                      | Amt Chemnitz    |
| Amt Zwickau (Exklave)      | Kompassrose, die auf Nachbargemeinden zeigt | Amt Wolkenstein |
| Amt Schönburg-Hartenstein  | Amt Grünhain                                |                 |

## Geschichte
Die ersten Besitzer der „Herrschaft Stollberg“ waren die Burggrafen von Starkenberg. Die „Stal(e)burc“, aus der sich der Name Stollberg ableitete, wurde 1244 das erste Mal urkundlich erwähnt und bildete das Zentrum der Gegend. Einige Orte um Zwönitz kamen bereits vor 1300 an das Kloster Grünhain. Um 1300 gelangte das Gebiet der Herrschaft Stollberg an die Schönburger, welche die Herrschaft bereits 1367 an König Wenzel von Böhmen verkauften. 1423 ging die Herrschaft Stollberg als böhmisches Lehen an die Wettiner über. Von 1447 bis 1473 war die Herrschaft Stollberg im Besitz von Mathäus Schlick, dem jüngeren Bruder, des Kanzlers Kaspar Schlick, als sächsisches Lehen. 1473 kaufte der Bischof von Meißen Dietrich IV. von Schönberg mit seinen Neffen Heinrich und Caspar das Territorium. Seit der Leipziger Teilung 1485 war das Gebiet albertinisch. Das Amt Stollberg wurde 1564 eingerichtet, nachdem die Schönberger die Herrschaft an den sächsischen Kurfürsten verkauft hatten. Amtssitz war das Schloss Stollberg; seit dem 17. Jahrhundert wurde dieses als Gefängnis genutzt; von dem zu diesem Zweck im Hohen Eck errichteten neuen Turm leitete sich ab 1704 der neue Name Schloss Hoheneck ab; das Schloss blieb Gefängnis bis 2001.
1843 kamen zum Amt Stollberg einige Orte aus dem Amt Zwickau und dem Amt Grünhain dazu, welche räumlich vom Kerngebiet ihrer Ämter getrennt waren.

## Zugehörige Orte
Hauptort des Amts war der namensgebende Ort Stollberg mit der um 1244  erbauten „Staleburg“, der späteren Burg Hoheneck.
| Ort                                      | heutige Ortszugehörigkeit      | Bemerkungen                                                                                        |
| ---------------------------------------- | ------------------------------ | -------------------------------------------------------------------------------------------------- |
| Stadt Stollberg/Erzgeb.                  | Stadt Stollberg/Erzgeb.        | mit Schloss und Ort Hoheneck                                                                       |
| Oberdorf                                 | Stadt Stollberg/Erzgeb.        | |
| Mitteldorf                               | Stadt Stollberg/Erzgeb.        | |
| Niederdorf                               | Gemeinde Niederdorf            | |
| Erlbach                                  | Stadt Lugau                    | |
| Meinersdorf                              | Gemeinde Burkhardtsdorf        | |
| Gornsdorf                                | Gemeinde Gornsdorf             | |
| Auerbach (Erzgebirge)                    | Gemeinde Auerbach (Erzgebirge) | |
| Hormersdorf                              | Stadt Zwönitz                  | |
| Thalheim/Erzgeb.                         | Stadt Thalheim/Erzgeb.         | Stadt seit 1925                                                                                    |
| Brünlos                                  | Stadt Zwönitz                  | |
| Dorfchemnitz                             | Stadt Zwönitz                  | |
| Niederzwönitz                            | Stadt Zwönitz                  | |
| Niederwürschnitz                         | Gemeinde Niederwürschnitz      | bis 1843 Exklave des Amts Zwickau                                                                  |
| Oberwürschnitz                           | Stadt Oelsnitz/Erzgeb.         | bis 1843 Exklave des Amts Zwickau                                                                  |
| Neuwiese                                 | Stadt Oelsnitz/Erzgeb.         | um 1700 entstanden, bis 1843 Exklave des Amts Zwickau                                              |
| Lugau                                    | Stadt Lugau                    | gehörte ursprünglich zu Grafschaft Hartenstein, bis 1843 Exklave des Amts Zwickau, Stadt seit 1924 |
| Oelsnitz/Erzgeb. (kurfürstlicher Anteil) | Stadt Oelsnitz/Erzgeb.         | bis 1843 Exklave des Amts Zwickau und des Amts Grünhain; Stadt seit 1924                           |
| Kirchberg                                | Stadt Lugau                    | bis 1843 Exklave des Amts Grünhain                                                                 |
| Ursprung                                 | Stadt Lugau                    | bis 1843 Exklave des Amts Grünhain                                                                 |
| Seifersdorf                              | Gemeinde Jahnsdorf/Erzgeb.     | bis 1843 Exklave des Amts Grünhain                                                                 |
| Pfaffenhain                              | Gemeinde Jahnsdorf/Erzgeb.     | bis 1843 Exklave des Amts Grünhain                                                                 |
| Gablenz                                  | Stadt Stollberg/Erzgeb.        | 1286 bis 1843 Exklave des Amts Grünhain                                                            |
| Günsdorf (Gu(e)nselsdorf)                | Stadt Zwönitz                  | 1286 bis 1843 Exklave des Amts Grünhain                                                            |
| Abtei Oberlungwitz                       | Stadt Oberlungwitz             | bis 1843 Exklave des Amts Grünhain                                                                 |
| Bergstadt Zwönitz                        | Stadt Zwönitz                  | nach 1286 zum Amt Grünhain                                                                         |
| Kühnhaide                                | Stadt Zwönitz                  | nach 1286 zum Amt Grünhain                                                                         |